# Station Heist
Station Heist is een spoorwegstation langs spoorlijn 51B (Brugge - Knokke) bij de kern Heist in de gemeente Knokke-Heist. Voor 1906 liep de spoorwegverbinding met Brugge nog langs spoorlijn 51 over station Blankenberge en niet verder dan Heist. Tussen 1920 en 1983 liep ze via spoorlijn 51A over Zeebrugge. Vanaf 1890 was er wel een stoomtram tussen Heist via Knokke naar Brugge. In 1908 werd de stoomtramlijn Oostende-Blankenberge verlengd tot Heist. Later werd dit de elektrische lijn Oostende-Knokke.  Pas in 1920 gingen de treinen doorrijden naar Knokke. De moderne kusttram zorgt nu voor de verbinding met de andere kuststations: onder andere station Zeebrugge-Dorp, station Blankenberge en station Oostende.
De inhuldigingsfeesten (Blankenberge - Heist) werden op zondag 12 juli 1868 gehouden te Heist. De dienst op het traject Blankenberge - Heist werd voor het publiek geopend vanaf 22 juli 1868.
Tot midden de 20ste eeuw lag het station van Heist nog steeds aan de achterkant van het Heldenplein, middenin de badplaats. Om de toeristen te besparen van het verkeer en de hinderlijke gevolgen werd in 1951 een nieuw station gebouwd op de plaats van het voormalige Koudekercke, waar Heist was ontstaan in de vroege middeleeuwen. Op de vrijgekomen plaats van de oude statie werd in 1954 een tramhuis opgetrokken.
In 2021 sloten de loketten hier hun deuren en werd het station een stopplaats.
In 2022 werd het station verkocht aan de gemeente Knokke-Heist.

## Galerij

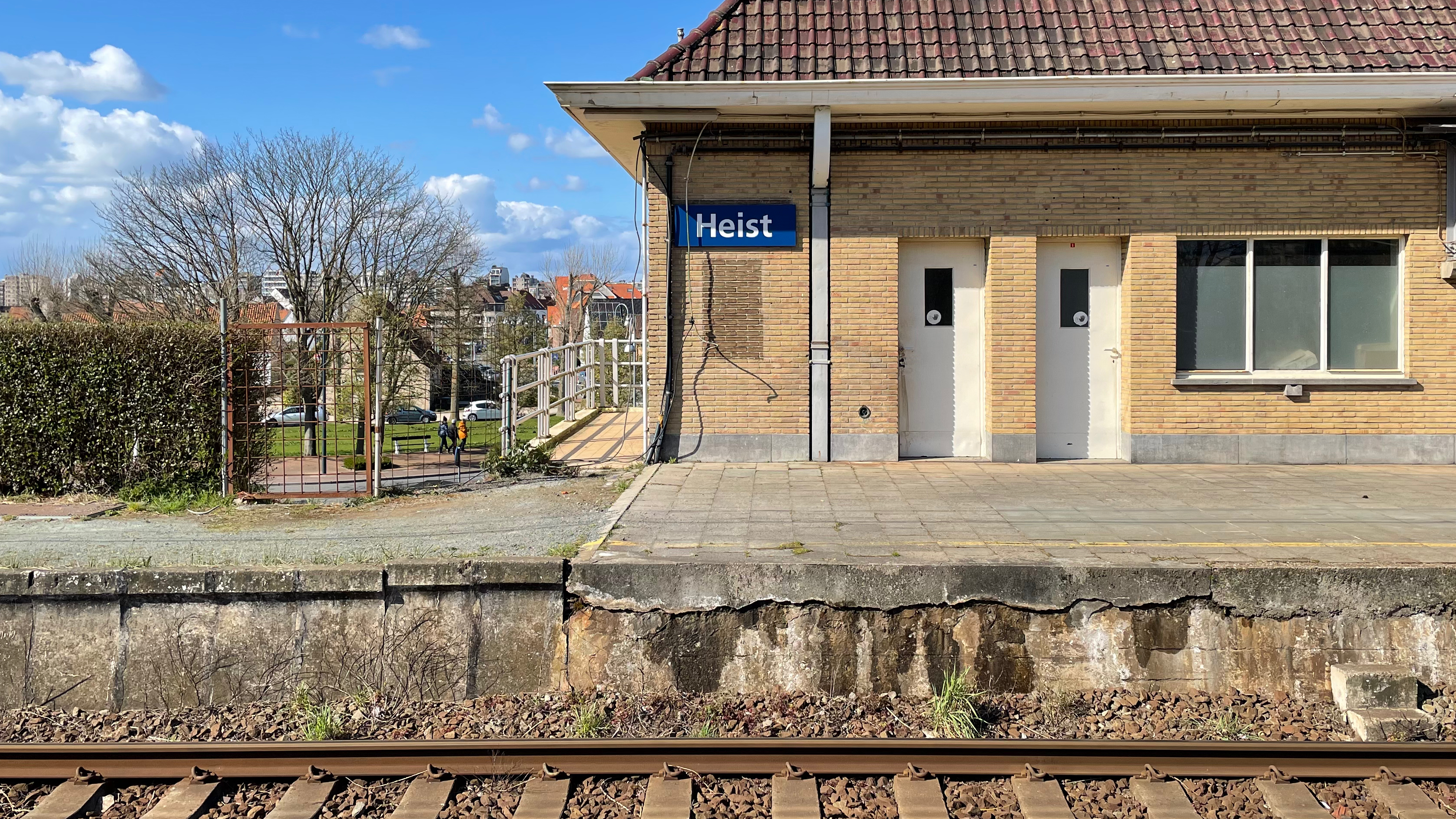
Plaatsnaambord
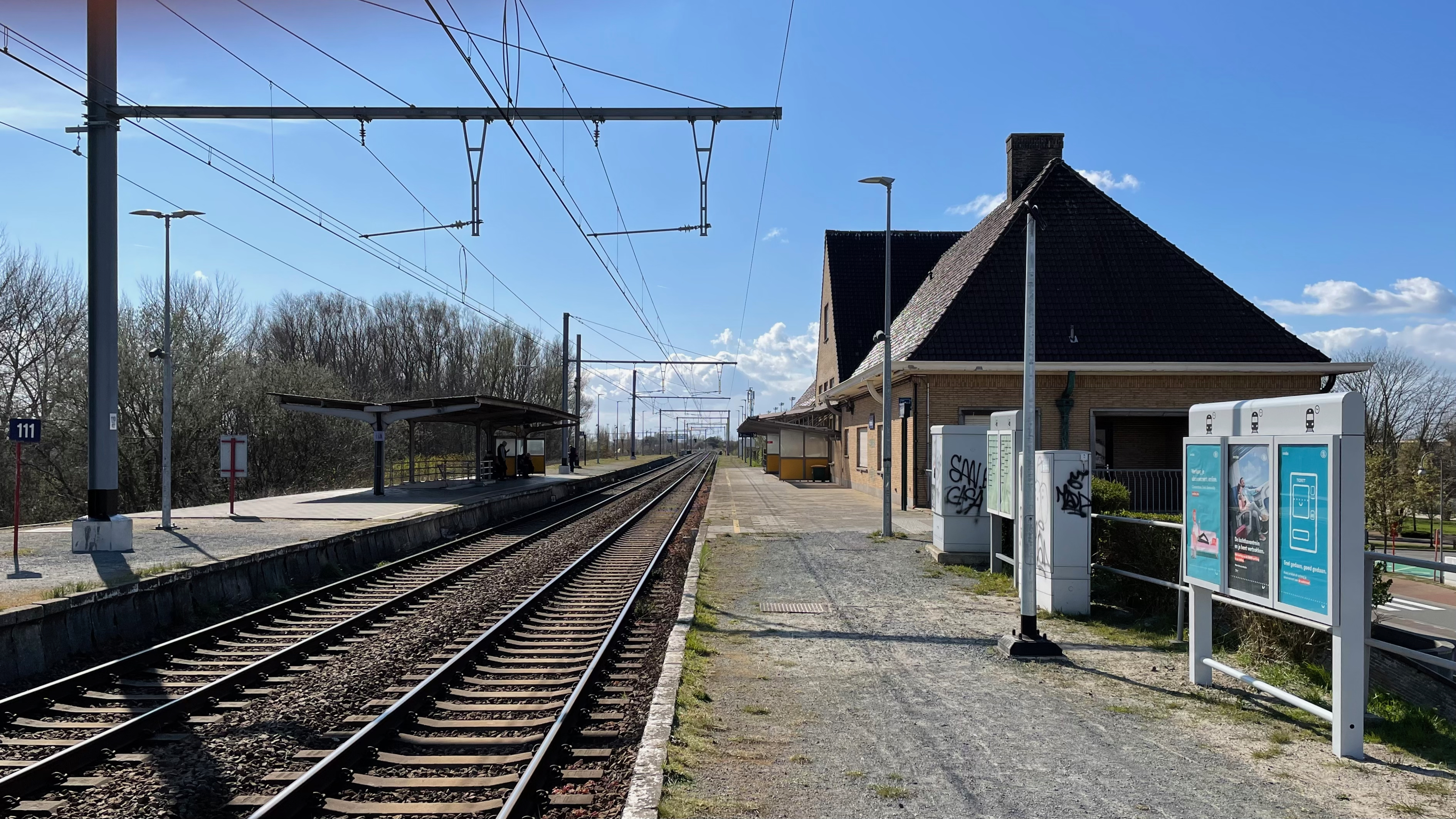
Zicht op het perron
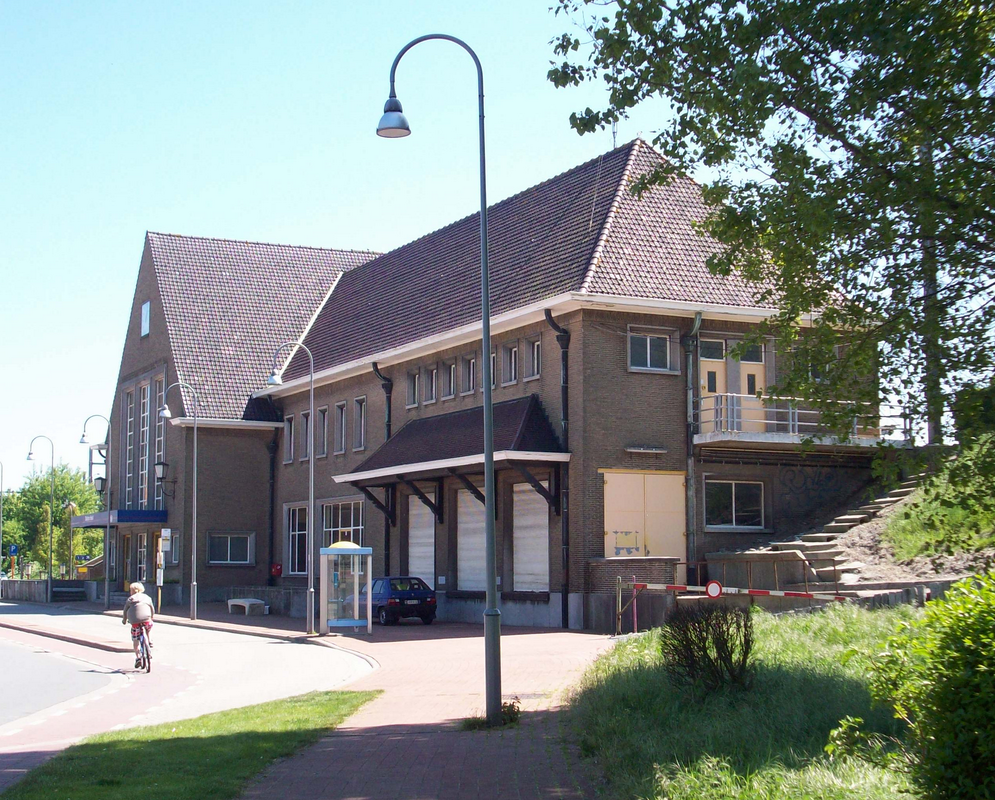
Het station (foto 2010)
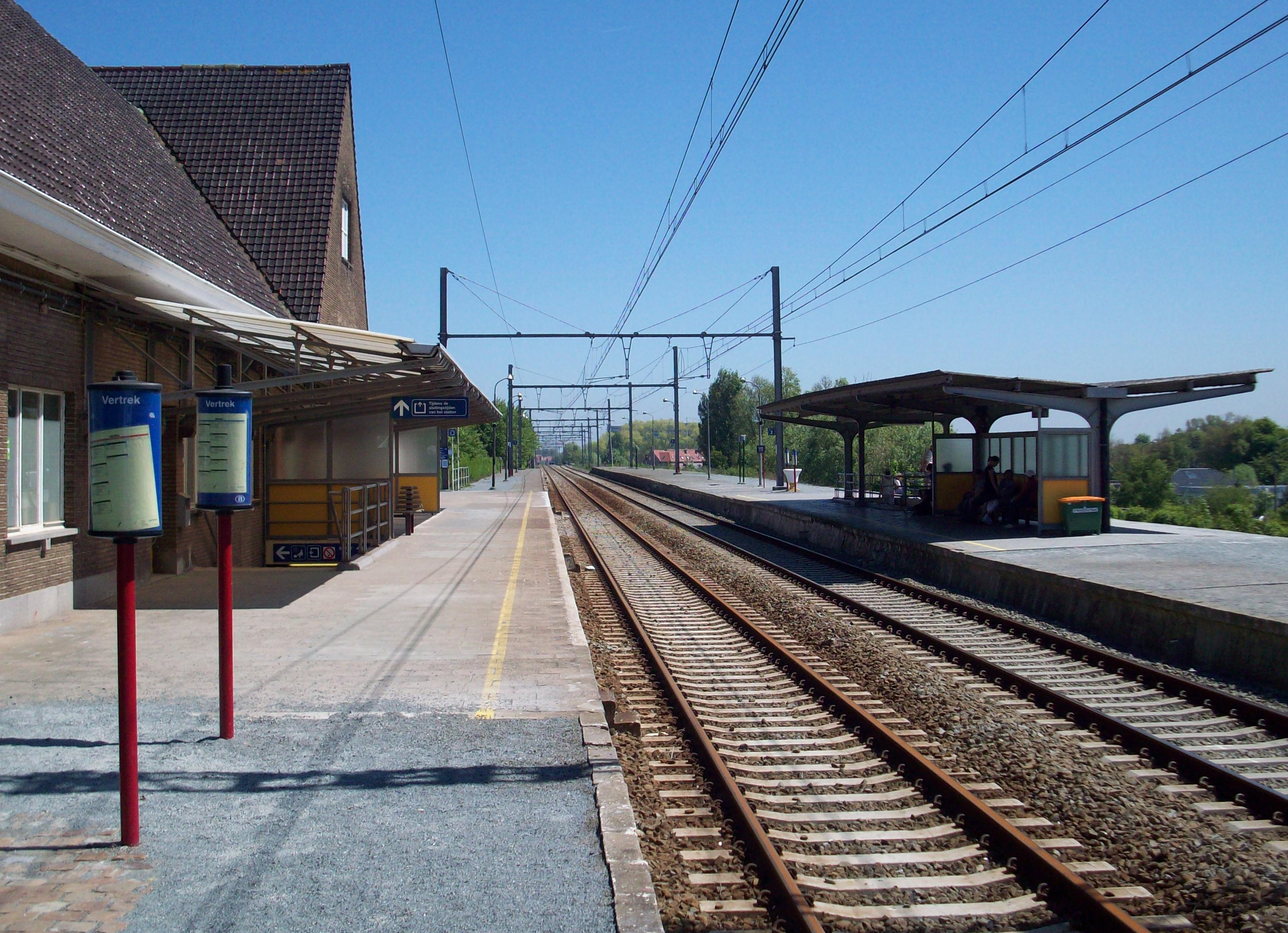
Zicht op de perrons (foto 2010)
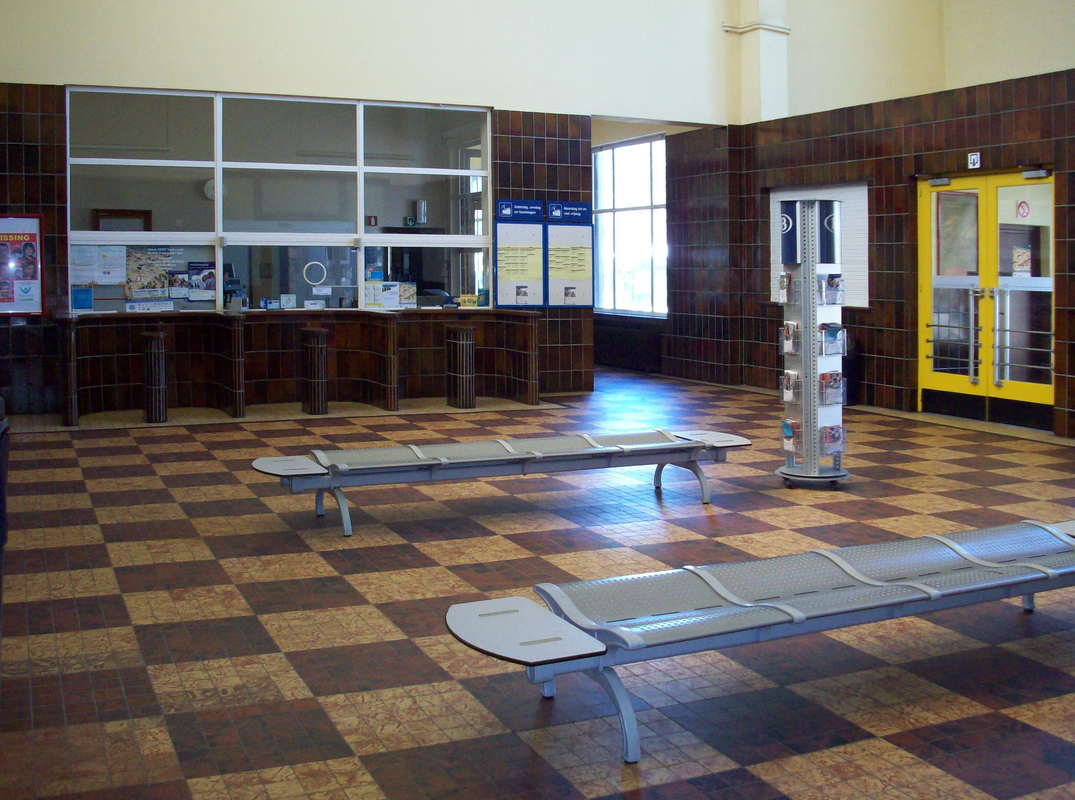
Loketzaal (foto 2010)
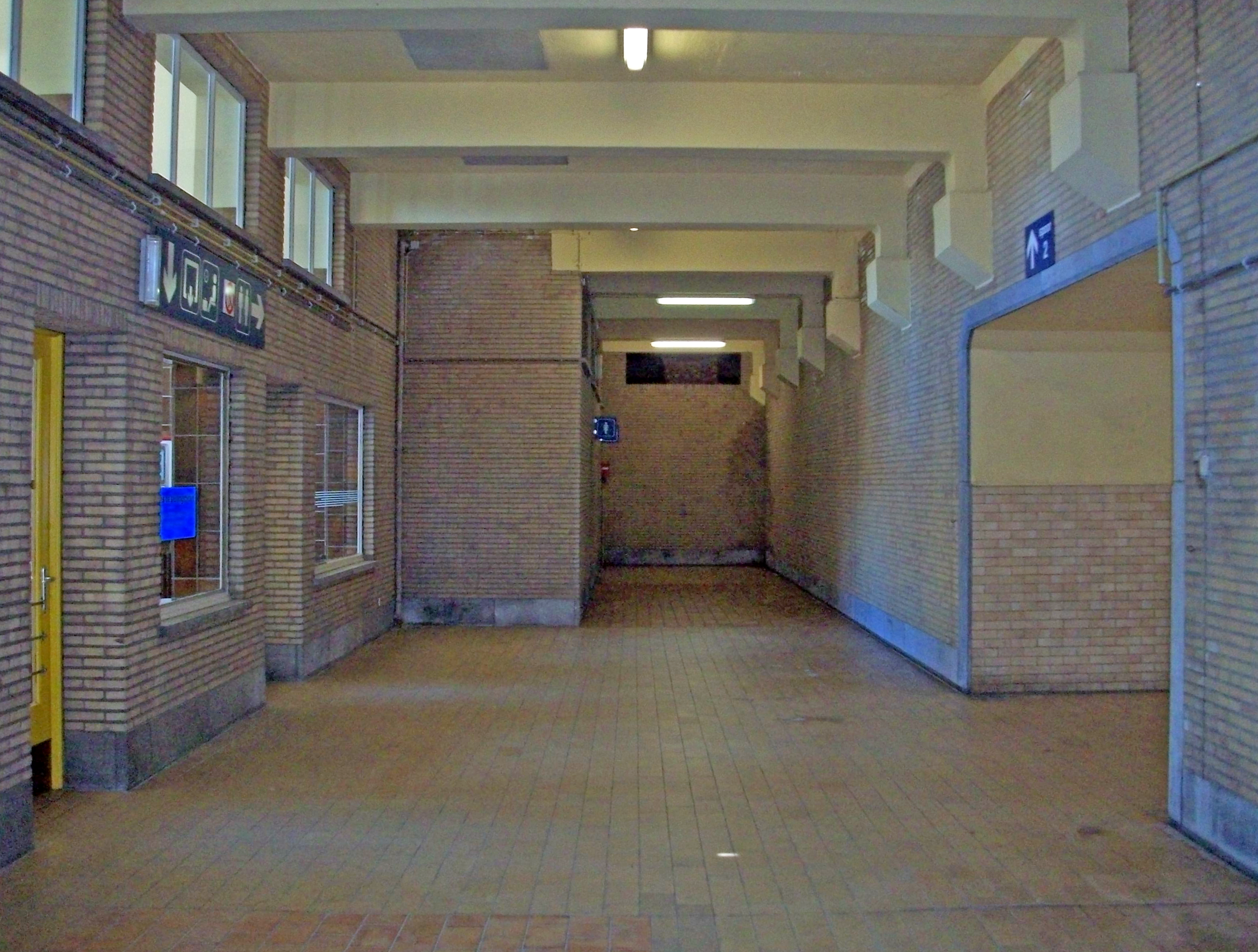
Hal (foto 2010)

## Spoorindeling
| Spoor | Spoorlijn | Richting                                                                   |
| ----- | --------- | -------------------------------------------------------------------------- |
| 1     | L 51B     | Duinbergen, Knokke                                                         |
| 2     | L 51B     | Brugge, Aalter, Gent-Sint-Pieters, Brussel-Zuid, Brussels Airport-Zaventem |

## Treindienst
| Serie       | Treinsoort            | Route                                                                                  | Bijzonderheden               |
| ----------- | --------------------- | -------------------------------------------------------------------------------------- | ---------------------------- |
| IC 23A      | Intercity (NMBS)      | Brussels Airport-Zaventem – Brussel-Zuid – Gent-Sint-Pieters – Brugge – Heist – Knokke |                              |
| P 7060/8060 | Piekuurtrein (NMBS)   | Knokke – Heist – Brugge                                                                | Rijdt alleen op werkdagen.   |
| ICT 6600    | Toeristentrein (NMBS) | Brugge – Heist – Knokke                                                                | Rijdt alleen in het weekend. |

## Reizigerstellingen
De grafiek en tabel geven het gemiddeld aantal instappende reizigers weer op een week-, zater- en zondag.
| Tabel: aantal instappende reizigers station Heist | Tabel: aantal instappende reizigers station Heist | Tabel: aantal instappende reizigers station Heist | Tabel: aantal instappende reizigers station Heist |
|                                                   | Weekdag                                           | Zaterdag                                          | Zondag                                            |
| ------------------------------------------------- | ------------------------------------------------- | ------------------------------------------------- | ------------------------------------------------- |
| 1977                                              | 890                                               | 345                                               | 348                                               |
| 1978                                              | 820                                               | 339                                               | 267                                               |
| 1979                                              | 908                                               | 434                                               | 296                                               |
| 1980                                              | 910                                               | 365                                               | 327                                               |
| 1981                                              | 1 000                                             | 419                                               | 569                                               |
| 1982                                              | 760                                               | 210                                               | 435                                               |
| 1983                                              | 773                                               | 254                                               | 224                                               |
| 1984                                              | 630                                               | 355                                               | 299                                               |
| 1985                                              | 836                                               | 340                                               | 319                                               |
| 1986                                              | 703                                               | 296                                               | 402                                               |
| 1987                                              | 715                                               | 327                                               | 444                                               |
| 1988                                              | 553                                               | 259                                               | 351                                               |
| 1989                                              | 523                                               | 252                                               | 382                                               |
| 1990                                              | 500                                               | 241                                               | 296                                               |
| 1991                                              | 556                                               | 331                                               | 289                                               |
| 1992                                              | 566                                               | 340                                               | 379                                               |
| 1993                                              | 593                                               | 354                                               | 374                                               |
| 1994                                              | 504                                               | 169                                               | -                                                 |
| 1995                                              | 567                                               | 280                                               | 297                                               |
| 1996                                              | 406                                               | 220                                               | 252                                               |
| 1997                                              | 519                                               | 309                                               | 370                                               |
| 1998                                              | 364                                               | 231                                               | 250                                               |
| 1999                                              | 390                                               | 243                                               | 294                                               |
| 2000                                              | 456                                               | 216                                               | 300                                               |
| 2001                                              | 440                                               | 228                                               | 254                                               |
| 2002                                              | 384                                               | 199                                               | 280                                               |
| 2003                                              | 441                                               | 285                                               | 272                                               |
| 2004                                              | 368                                               | 244                                               | 319                                               |
| 2005                                              | 448                                               | 246                                               | 297                                               |
| 2006                                              | 434                                               | 302                                               | 306                                               |
| 2007                                              | 428                                               | 243                                               | 254                                               |
| 2008                                              | -                                                 | -                                                 | -                                                 |
| 2009                                              | 367                                               | 211                                               | 266                                               |
| 2010                                              | -                                                 | -                                                 | -                                                 |
| 2011                                              | -                                                 | -                                                 | -                                                 |
| 2012                                              | 492                                               | 274                                               | 344                                               |
| 2013                                              | 413                                               | 188                                               | 201                                               |
| 2014                                              | 431                                               | 250                                               | 259                                               |
| 2015                                              | 426                                               | 191                                               | 239                                               |
| 2016                                              | 371                                               | 84                                                | 177                                               |
| 2017                                              | 393                                               | 186                                               | 260                                               |
| 2018                                              | 421                                               | 149                                               | 162                                               |
| 2019                                              | 414                                               | 208                                               | 258                                               |
| 2020                                              | 293                                               | 166                                               | 99                                                |
| 2021                                              | -                                                 | -                                                 | -                                                 |
| 2022                                              | 427                                               | 192                                               | 219                                               |
| 2023                                              | 387                                               | 336                                               | 305                                               |
| 2024                                              | 413                                               | 205                                               | 256                                               |

(Brugge) ·
10,6: Heist ·
12,4: Duinbergen ·
13,9: Knokke